# Lance Kawaya
Lance Kawaya (Brussel, 19 november 1992) is een gewezen Belgische voetballer. Hij is de broer van Andy Kawaya.

## Statistieken
| seizoen | club        | land   | competitie     | wed | goals |
| ------- | ----------- | ------ | -------------- | --- | ----- |
| 2010/11 | FC Brussels | België | Exqi League    | 9   | 0     |
| 2011/12 | FC Brussels | België | Exqi League    | 8   | 0     |
| 2011/12 | → KSV Temse | België | Derde klasse B | 0   | 0     |
| 2012/13 | FC Brussels | België | Tweede klasse  | 2   | 0     |
|         |             |        | Totaal         | 19  | 0     |

Bron: sport.be